# Koloniści
Koloniści – część wsi Szczukowice w Polsce położona w województwie świętokrzyskim, w powiecie kieleckim, w gminie Piekoszów
W latach 1975–1998 część wsi administracyjnie należała do województwa kieleckiego.